# Груба акула кутовата
Груба акула кутовата (Oxynotus centrina) — акула з роду Груба акула родини Грубі акули. Інша назва «груба акула-центріна».

## Опис
Загальна довжина досягає 1,5 м. Голова середніх розмірів. Морда тупа. Очі великі, подовжені. За ними є бризкальця овальної або напівмісячної форми, витягнуті вертикально. Присутні чітко виражені надбрівні гребені. Зуби верхньої щелепи дрібніше за зуби нижньої щелепи. Зуби верхньої щелепи складаються з декількох верзівок, з яких центральна довша, бокові — короткі. Тулуб високий, масивний, широкий, трикутна у розрізі. Має 2 плавці вітрилоподібної форми. Вони великі, з гострими кінчиками та гострими шипиками. Передній спинний плавець розташовано над грудними плавцями. Задній — над черевними. Передній плавець більше за задній. Хвостовий плавець гетероцеркальний — нижня лопать менша за верхню. Анальний плавець відсутній.
Забарвлення сіро-коричневе або сіре. На голові та боках присутні темні плями. Темну ділянку на голові перетинає горизонтальна світла лінія. Така сама лінія перетинає щоки нижчі очей.

## Спосіб життя
Тримається на глибині від 40 до 777 м, верхньому та середньому континентальному шельфі. Це одинак. Активна вночі. Живиться морськими черв'яками, молюсками, ракоподібними, дрібною костистою та хрящевою рибою.
Статева зрілість настає при розмірах 50-70 см. Це яйцеживородна акула. Самиця народжує від 8 до 12 дитинчат завдовжки 21-24 см.

## Розповсюдження
Мешкає від узбережжя Ісландії до ПАР, зокрема у Середземному та Адріатичному морях. Вкрай рідко потрапляє до Чорного моря, зокрема до акваторії України.